# Moltifao
Moltifao est une commune française située dans la circonscription départementale de la Haute-Corse et le territoire de la collectivité de Corse. Elle appartenait à la piève de Caccia dont elle était le chef-lieu. Les habitants s'appellent "Moltifinchi".

## Géographie
La commune de Moltifao est localisée à la croisée des chemins entre Bastia, Calvi et Corte, à flanc d'un massif montagneux dont le plus haut sommet est le Monte Padro faisant face aux Aiguilles de Popolasca. La commune est traversée par la rivière Asco, affluent du Golo dont elle se situe dans sa basse vallée.
Deux ponts permettent de franchir l'Asco pour rejoindre le village : le "pont de Tesa" sur la route d'accès principal, la D47, et le "Vieux pont" qui est en réalité un pont génois sur la route D647.
Moltifao se situe dans les limites du parc naturel régional de Corse. La commune est enclavée par les territoires des communes suivantes :
- au nord Mausoleo et Vallica dont elle est séparée par la rivière Tartagine, et Castifao,
- à l'est Morosaglia depuis le lieu-dit Pontare confluence de l'Asco avec la Tartagine jusqu'à la borne de L'Orienda soit les limites du P.N.R.C.,
- au sud, sa forêt communale la sépare de Piedigriggio, Popolasca et Castiglione,
- enfin à l'ouest Asco, depuis la Dent d'Asco (2065m) en remontant vers le nord par une ligne de crêtes jusqu'à la rivière Asco.
L'habitat est concentré autour du village. Le bâti ancien se trouve dans les quartiers de Aghia, Borgo, Merozzini, Mezzana, Mulinu, Haut-village et Bas-village. Un lotissement récent a vu le jour au lieu-dit "Capannacce", entre la rivière Asco et la route D 47.

## Urbanisme

### Typologie
Au 1er janvier 2024, Moltifao est catégorisée commune rurale à habitat dispersé, selon la nouvelle grille communale de densité à sept niveaux définie par l'Insee en 2022.
Elle est située hors unité urbaine. Par ailleurs la commune fait partie de l'aire d'attraction de Corte, dont elle est une commune de la couronne,. Cette aire, qui regroupe 34 communes, est catégorisée dans les aires de moins de 50 000 habitants,.

### Occupation des sols
L'occupation des sols de la commune, telle qu'elle ressort de la base de données européenne d’occupation biophysique des sols Corine Land Cover (CLC), est marquée par l'importance des forêts et milieux semi-naturels (89,1 % en 2018), une proportion identique à celle de 1990 (88,8 %). La répartition détaillée en 2018 est la suivante : 
milieux à végétation arbustive et/ou herbacée (45,6 %), espaces ouverts, sans ou avec peu de végétation (27,9 %), forêts (15,6 %), zones agricoles hétérogènes (9,8 %), zones urbanisées (1 %). L'évolution de l’occupation des sols de la commune et de ses infrastructures peut être observée sur les différentes représentations cartographiques du territoire : la carte de Cassini (XVIIIe siècle), la carte d'état-major (1820-1866) et les cartes ou photos aériennes de l'IGN pour la période actuelle (1950 à aujourd'hui).

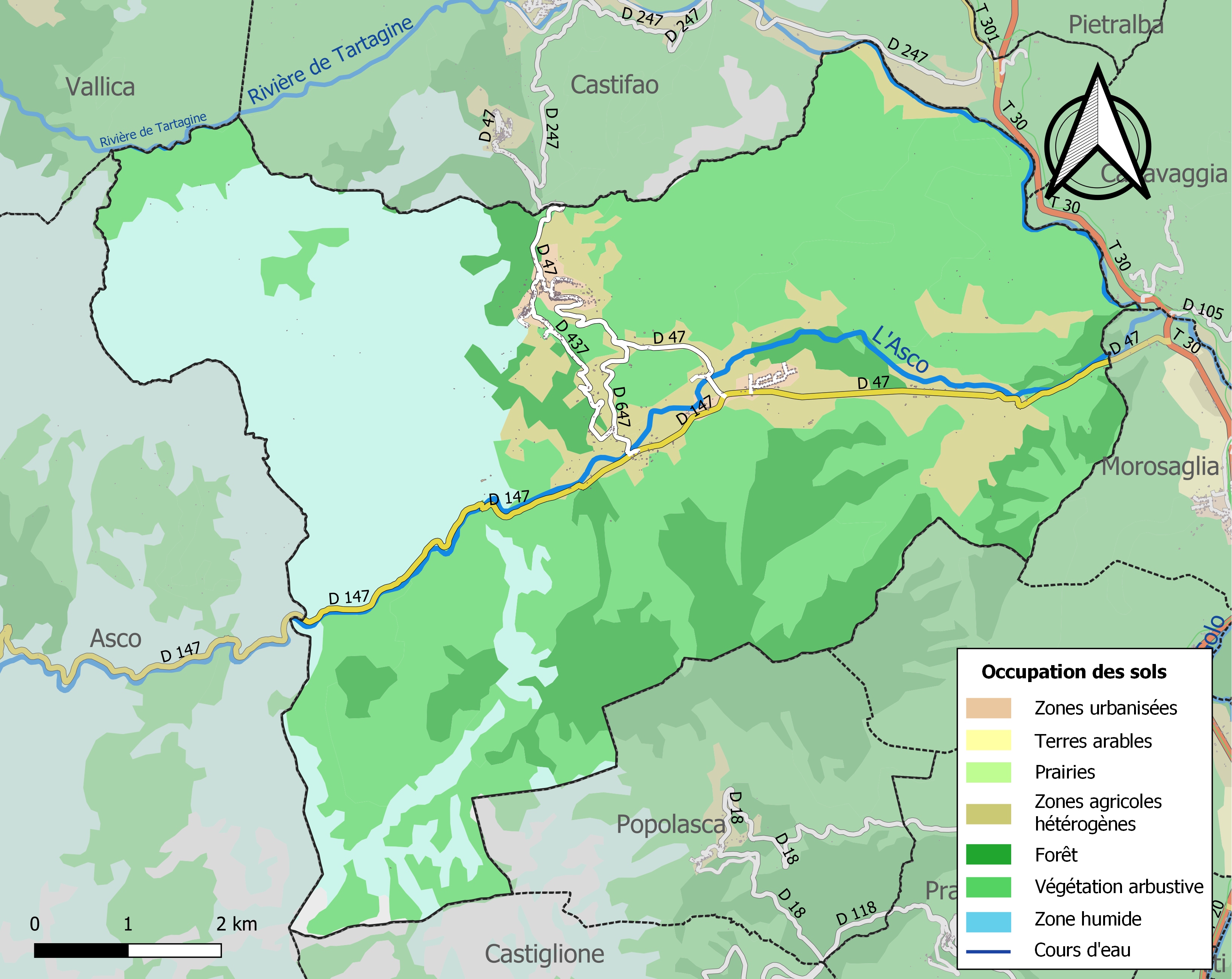
Carte des infrastructures et de l'occupation des sols de la commune en 2018 (CLC).

## Toponymie
On retrouve le nom de Moltifao sous plusieurs formes à travers l'histoire. Le village tire son nom de la production locale de miel et son nom signifie "beaucoup de miel" (Molt - Fao). Encore aujourd'hui la région est réputée pour son miel et compte de nombreux producteurs.
Durant la période génoise on retrouve l'orthographe Moltifao, Moltifalo, Multifau et Moltifau. Ecrit localement Multifau, l'unification de la grammaire et du vocabulaire Corse à partir du XVIIIème siècle retiendra Moltifau.

Après la conquête française l'administration choisit de reprendre l'appellation génoise de Moltifao.

## Histoire
La création du premier hameau remonte au XVe siècle. Il fut fondé par des habitants venus de Sepula, l’ancien village abandonné, construit sur les flancs du sommet d’A Cima Di Modicu. Son église, Santa Maria, était occupée par le prêtre Domenico Giorgetti de Venacu. Deux hameaux étaient placés sous sa protection : Sepula et Cheta.

Les habitants produisaient du lin, de l’orge et du blé, cultivaient la vigne et élevaient des bêtes.

Actuellement, il ne reste que des ruines de cet habitat construit à flanc de colline. On peut remarquer que les maisons étaient construites en schiste, avec des murs épais et de petites ouvertures. Sepula aurait été abandonné au début du XVIIIe siècle. L’exode vers Moltifao aurait commencé à partir de 1702 pour se finir en 1707.

## Politique et administration
| Période                                  | Période   | Identité              | Étiquette | Qualité                                    |
| ---------------------------------------- | --------- | --------------------- | --------- | ------------------------------------------ |
| vers 1897                                | ?         | Mathieu Grimaldi      |           |                                            |
| années 1910                              | vers 1935 | Côme Grimaldi         |           |                                            |
| vers 1935                                | 1953      | Ours-Jean Trojani     |           |                                            |
| vers 1954                                | vers 1983 | Antoine-Simon Arrighi |           |                                            |
| 1983                                     | 1989      | Thérèse Taddei        |           |                                            |
| 1989                                     | 1998      | Antoine Grisoni       | UMP       | Retraité                                   |
| mars 2001                                | 2007      | Serge Grisoni         | DVG       | .                                          |
| mars 2007                                | 2008      | Jacques Costa         | PRG       | Conseiller général                         |
| mars 2008                                | En cours  | Jacques Costa         | PRG       | Retraité, maire, ancien conseiller général |
| Les données manquantes sont à compléter. |           |                       |           |                                            |

## Démographie
L'évolution du nombre d'habitants est connue à travers les recensements de la population effectués dans la commune depuis 1800. Pour les communes de moins de 10 000 habitants, une enquête de recensement portant sur toute la population est réalisée tous les cinq ans, les populations de référence des années intermédiaires étant quant à elles estimées par interpolation ou extrapolation. Pour la commune, le premier recensement exhaustif entrant dans le cadre du nouveau dispositif a été réalisé en 2004.

En 2022, la commune comptait 719 habitants, en évolution de +6,99 % par rapport à 2016 (Haute-Corse : +5,15 %, France hors Mayotte : +2,11 %).
| 1800 | 1806 | 1821 | 1831 | 1836 | 1841 | 1846 | 1851 | 1856 |
| ---- | ---- | ---- | ---- | ---- | ---- | ---- | ---- | ---- |
| 646  | 694  | 627  | 825  | 804  | 874  | 890  | 855  | 909  |

| 1861 | 1866 | 1872 | 1876 | 1881  | 1886  | 1891  | 1896 | 1901 |
| ---- | ---- | ---- | ---- | ----- | ----- | ----- | ---- | ---- |
| 954  | 966  | 978  | 803  | 1 039 | 1 026 | 1 095 | 937  | 921  |

| 1906 | 1911 | 1921 | 1926 | 1931 | 1936 | 1946 | 1954 | 1962 |
| ---- | ---- | ---- | ---- | ---- | ---- | ---- | ---- | ---- |
| 920  | 926  | 858  | 725  | 726  | 505  | 577  | 551  | 465  |

| 1968 | 1975 | 1982 | 1990 | 1999 | 2004 | 2006 | 2009 | 2014 |
| ---- | ---- | ---- | ---- | ---- | ---- | ---- | ---- | ---- |
| 437  | 383  | 434  | 427  | 549  | 657  | 659  | 724  | 684  |

| 2019 | 2022 | - | - | - | - | - | - | - |
| ---- | ---- | - | - | - | - | - | - | - |
| 703  | 719  | - | - | - | - | - | - | - |

## Lieux et monuments

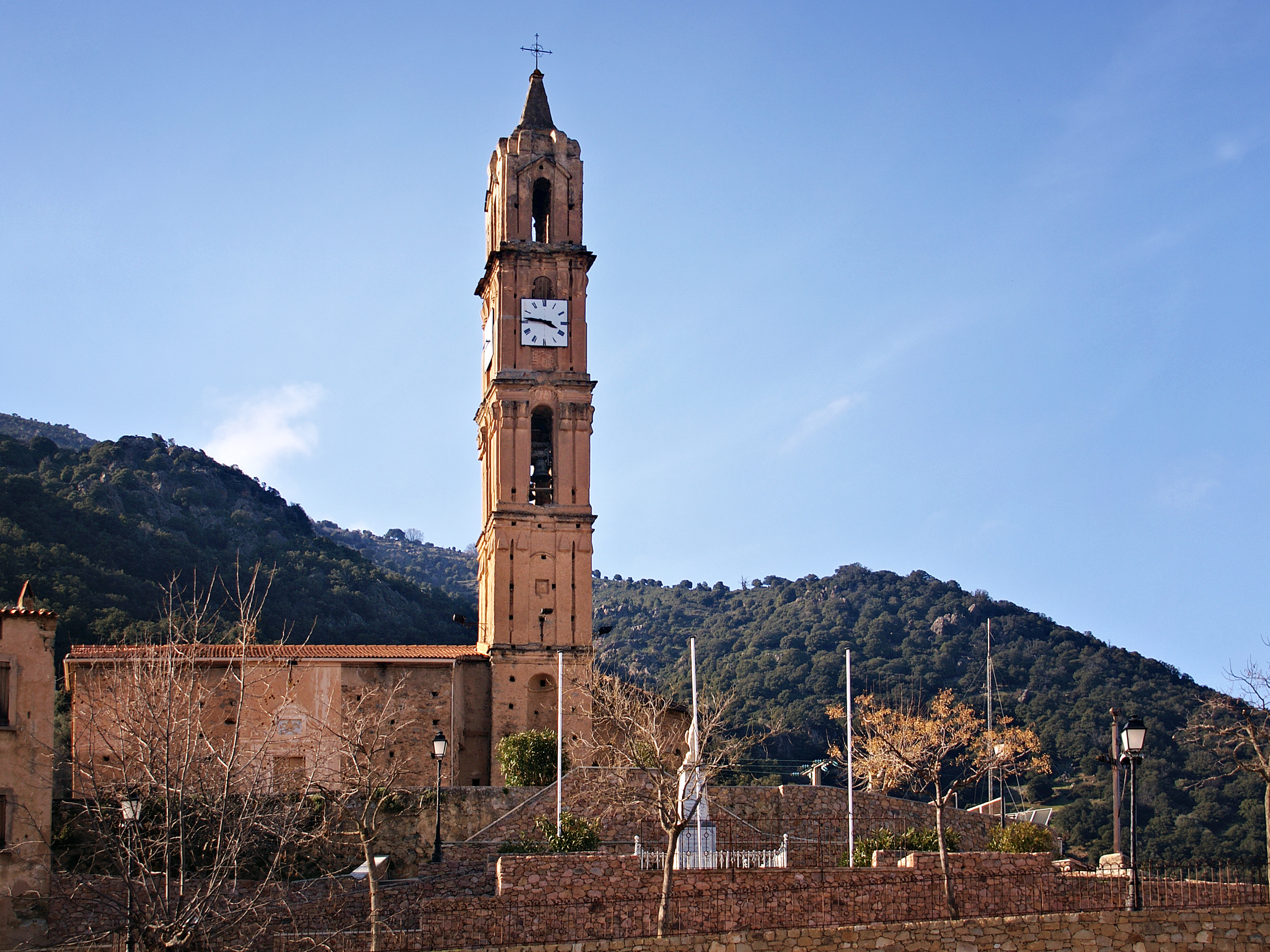
Église de l'Annunziata.

### Architecture sacrée

#### Église paroissiale de l'Annonciation
L'église paroissiale de l'Annonciation (Annunziata) aurait été bâtie en fin du XVe siècle. Mais elle est datée de 1750 (fin de construction du clocher) malgré la date de 1752 portée sur le clocher. Ce dernier très haut construit à cinq étages et présentant  de nombreux trous de boulin, en fait l'un des plus hauts de Corse. L'édifice religieux se situe à 423 m d'altitude comme écrit sur une plaque en marbre scellée.
À l'intérieur, les œuvres ci-dessous, toutes propriétés de la commune. La plupart proviendraient de l'ancien couvent de Caccia sur la commune voisine de Castifao. Ces œuvres ont été toutes classées Monuments historiques.
- Meuble de sacristie, retable en bois ciré peint de 1766,
- La Cène, toile peinte du XVIIIe siècle,
- La Vierge à l'Enfant, toile peinte avec cadre en bois doré fin du XVIIIe siècle,
- Tableau Saint Antoine aux pieds de la Vierge du XVIIIe siècle,
- Tableau La Vierge au rosaire avec saint Dominique et sainte Catherine de Sienne du XVIIe siècle,
- Statue du Christ en croix en bois peint du XVIIe siècle,
- Statue Vierge à l'Enfant en marbre de 1647. Elle est surnommée a Madona di u banditu autrement dit la Vierge du bandit.
- Un retable du maître-autel (panneaux peints) "Vierge à l'Enfant entre deux saints, L'Annonciation, Le Christ et les Apôtres" daté de 1545 sur support bois doré, classé Monument historique en 1992. Œuvre volée.
- Un tabernacle en bois taillé, peint, daté de la fin du XVIe siècle

#### Autres
- Chapelle San Cisariu au hameau de Piazzetta
- Chapelle San Chirgu au hameau de Borgo

### Architecture civile

#### Mine de cuivre dite mine de Saint-Augustin
Cet ouvrage est en partie situé sur la commune de Castifao. La mine a été exploitée vraisemblablement à l'époque génoise, comme signalé en 1876 par l'ingénieur des mines Denis Sevoz. Entre 1851 et 1855, des recherches, effectuées au lieu-dit Ciavaglione au bord de la Tartagine, donnent lieu à une production d'une vingtaine de tonnes de cuivre. La concession de Saint-Augustin d'une superficie de 1 520 ha, est accordée en 1857 à des industriels marseillais. Mis en valeur par une vingtaine d'ouvriers, ce gisement produit environ 700 quintaux de minerai de 5 à 15 % de cuivre. Désireux de pouvoir traiter sur place le minerai, les concessionnaires font construire en 1858 sur la rive gauche de la Tartagine un four à manche équipé de trois tuyères. Le four fonctionne jusqu'en 1864, date à laquelle il fournit huit tonnes de cuivre. L'activité minière, suspendue pendant quelques années, reprend en 1875 pendant une courte période puis est à nouveau interrompue. En 1895, la déchéance de la concession est prononcée. En 1896, celle-ci est octroyée à des banquiers bastiais. Ces derniers font seulement procéder à la remise en état du site. En 1905, ils amodient la concession à la "Société Anonyme Française des Mines et Fonderies de Francardo". Celle-ci fait entreprendre d'importants travaux au lieu-dit Pozzo en 1907 puis abandonne à son tour l'exploitation en octobre 1908. En 1910, une réduction de la concession est accordée en 1912 aux frères Gregorj. La mine ferme en 1914. La concession est renoncée en 1922.
Les travaux de cette exploitation, conduite à ciel ouvert et en galeries, s'étendent du nord au sud du lieu-dit Araso aux lieux-dits Calmi et Ventulella sur une distance de 3,5 km. Des haldes, des vestiges de galeries et de puits sont encore visibles sur le site.
La mine est reprise à l'Inventaire général du patrimoine culturel depuis le 10 août 2006.

#### Ponts génois
Il existe sur la commune trois ponts génois sur l'Asco et la Tartagine ; aucun n'est protégé : 
- le Vieux-pont (Ponte Vechju) à voie unique de la route D 647 menant à Moltifao :
- le pont de Caccia au lieu-dit Pontare, à proximité de la confluence de l'Asco avec la Tartagine. Le Pont de Caccia aussi dit "pont de Tesa", est un des rares ponts génois de Corse à quatre arches. Il n'est pas signalé sur la T30 dont il est proche ;
- le pont de Pontare est situé lui aussi au lieu-dit Pontare. Il a été construit en 1498 sur la rivière Tartagine, « à cheval » sur les communes de Moltifao et de Canavaggia. Il n'est pas signalé depuis la route T30 d'où il est proche mais non visible.

#### Autres
- Les deux cadrans solaires sur les façades en angle à droite du fronton, restaurés en 1991.
- Monument aux morts situé sous l'église paroissiale

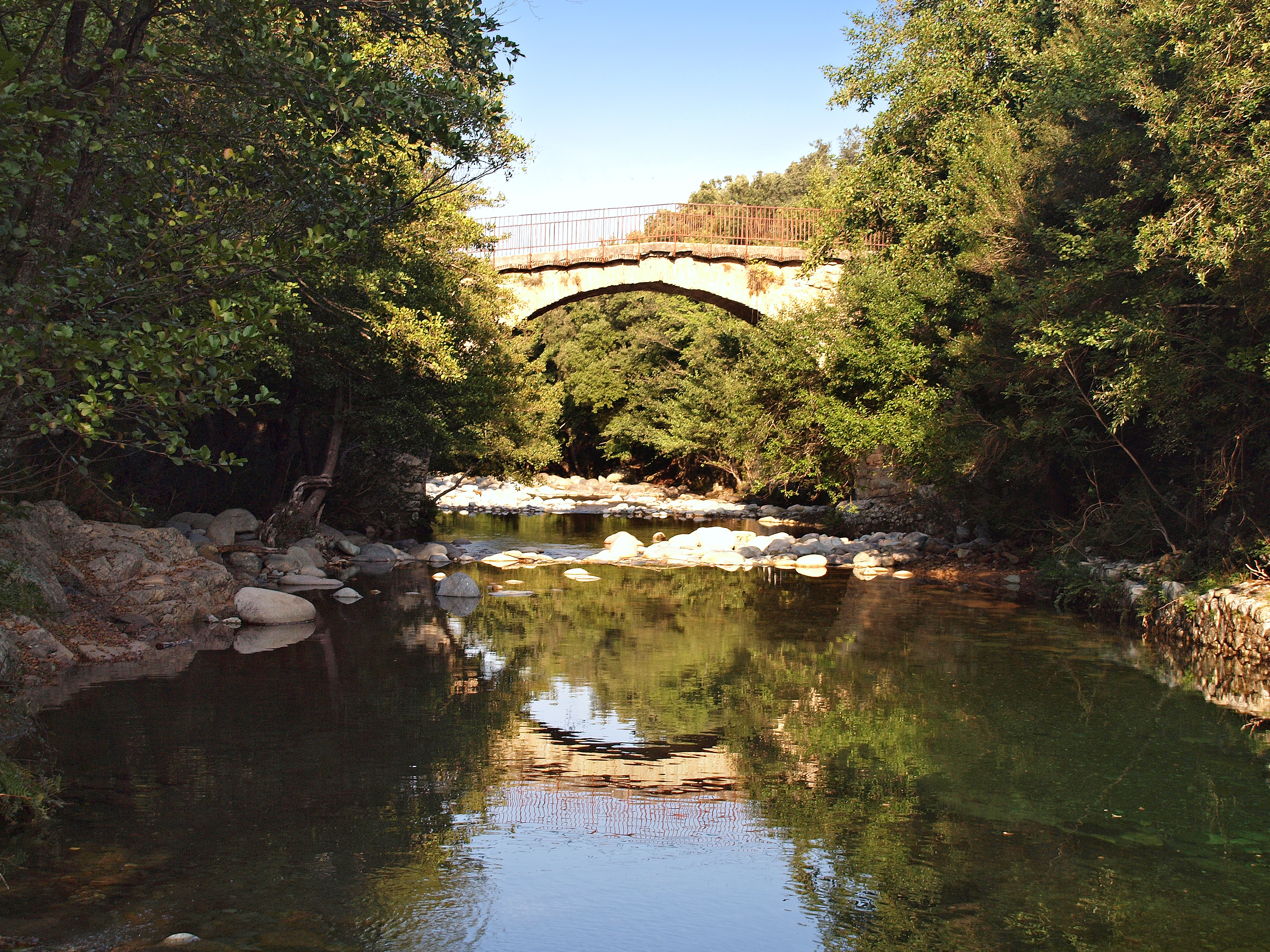
"Vieux-pont" génois de la D 647.
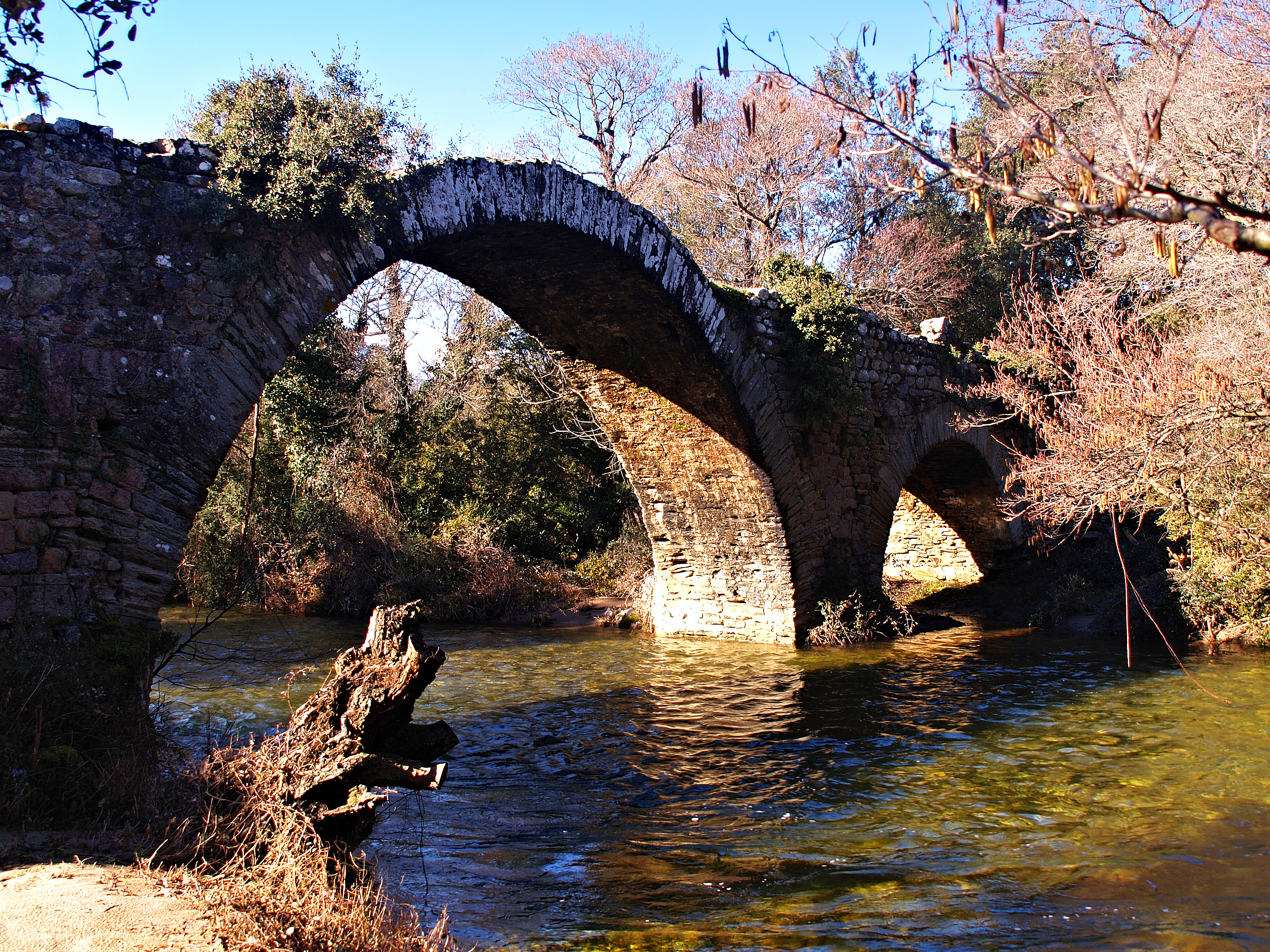
Pont génois de Caccia.
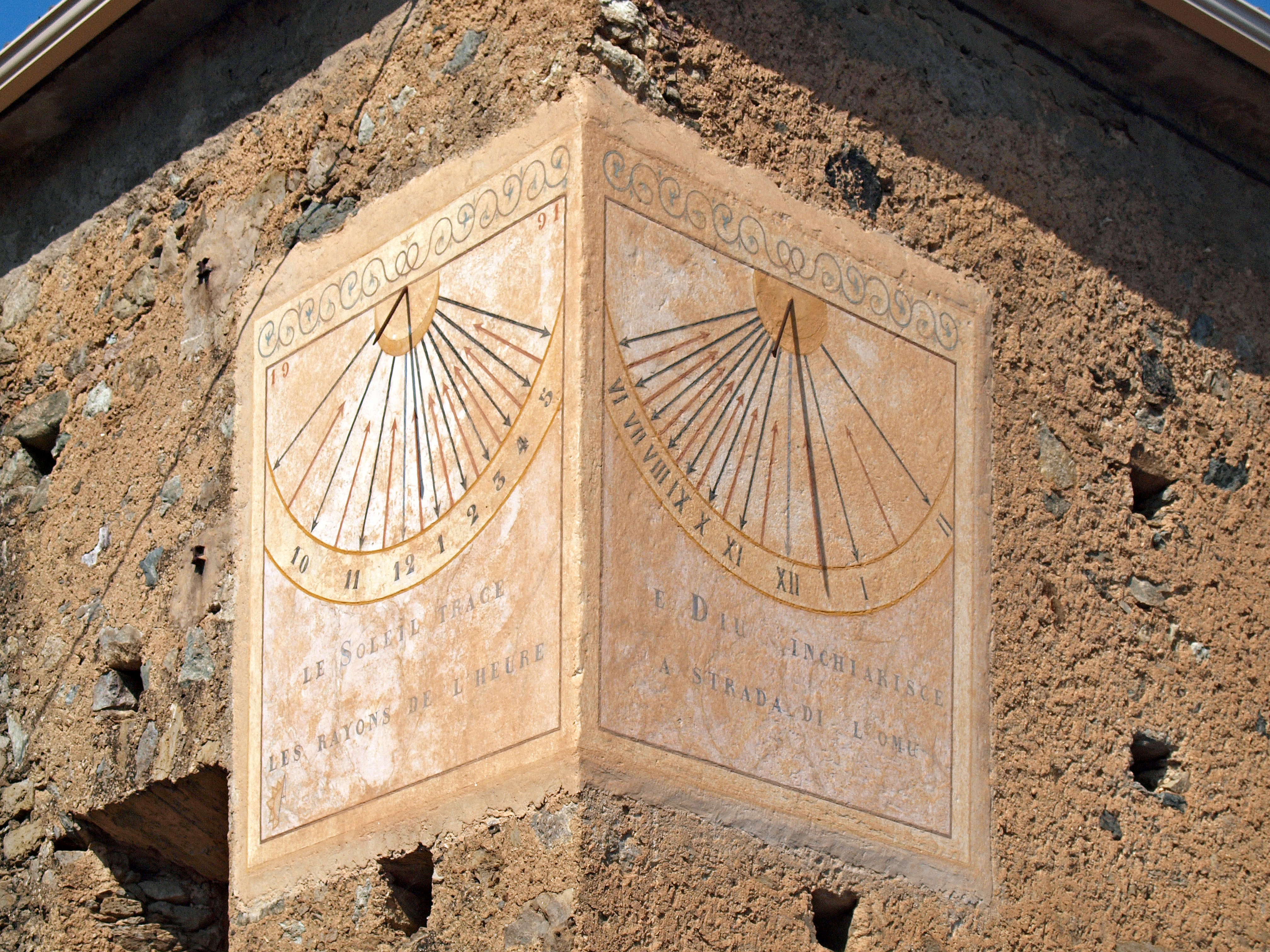
Cadrans solaires.
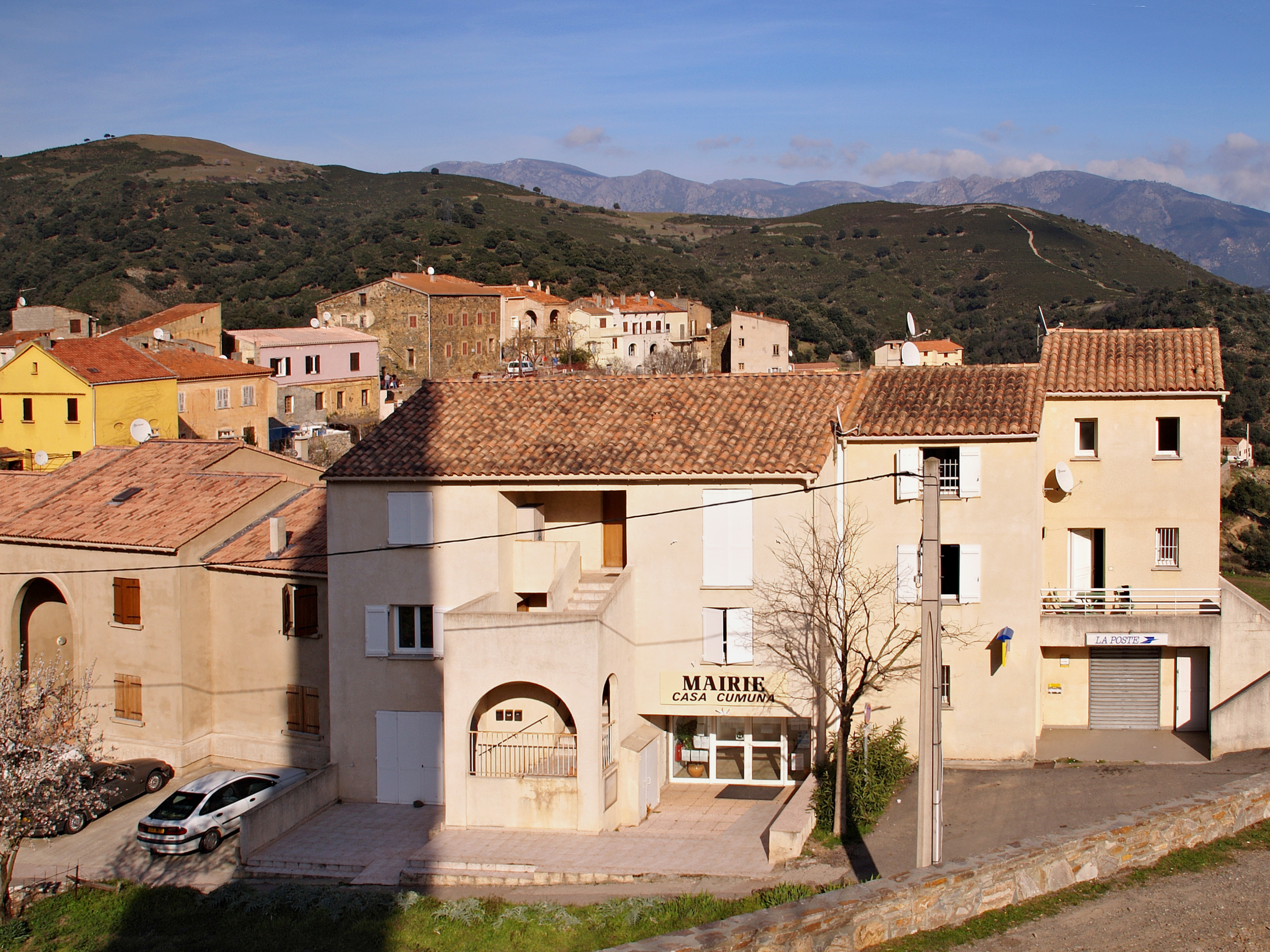
Mairie et Poste.

### Village des tortues

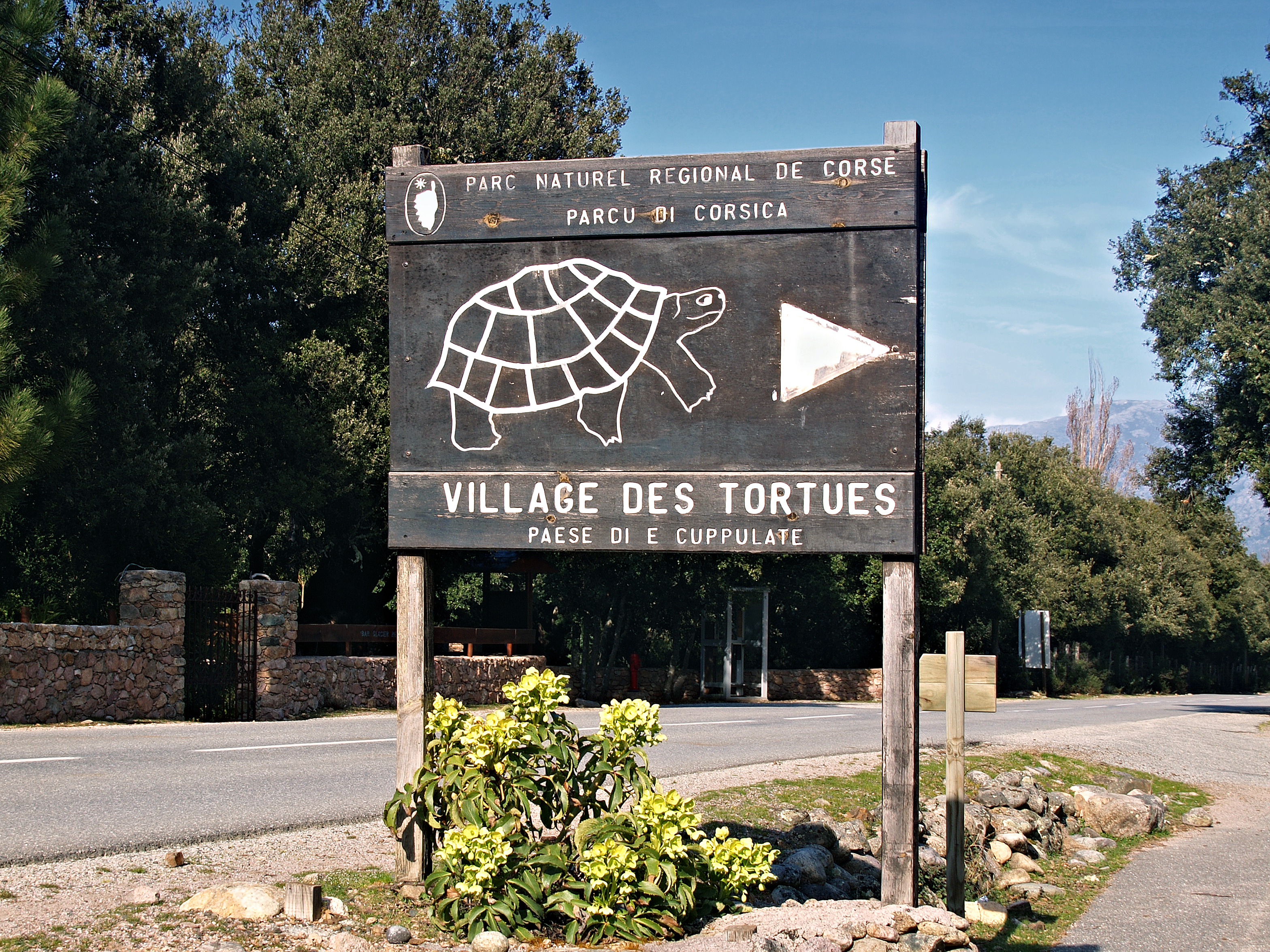
Village des Tortues.

Situé sur la commune de Moltifao au lieu-dit Tizzarella, à l'entrée des Gorges de l'Asco, sur la rive sud de la rivière Asco dont il est séparé par la route D 147, le village des Tortues (U Paese di e Cuppulate en langue corse) a été aménagé sur un espace de 10 ha.
Le village des Tortues est géré par le P.N.R.C., aidé en cela par la commune de Moltifao, la Direction Régionale de l'Environnement, la Collectivité de Corse, la Station d'observation et de protection des tortues et de leurs milieux (SOPTOM), la SOPTOM Gonfaron et la Direction départementale de la jeunesse et des sports.

Le village a pour vocation d'informer et de sensibiliser le public à la protection de la tortue d'Hermann, d'élever en milieu protégé un groupe d'animaux destinés au repeuplement du milieu naturel.

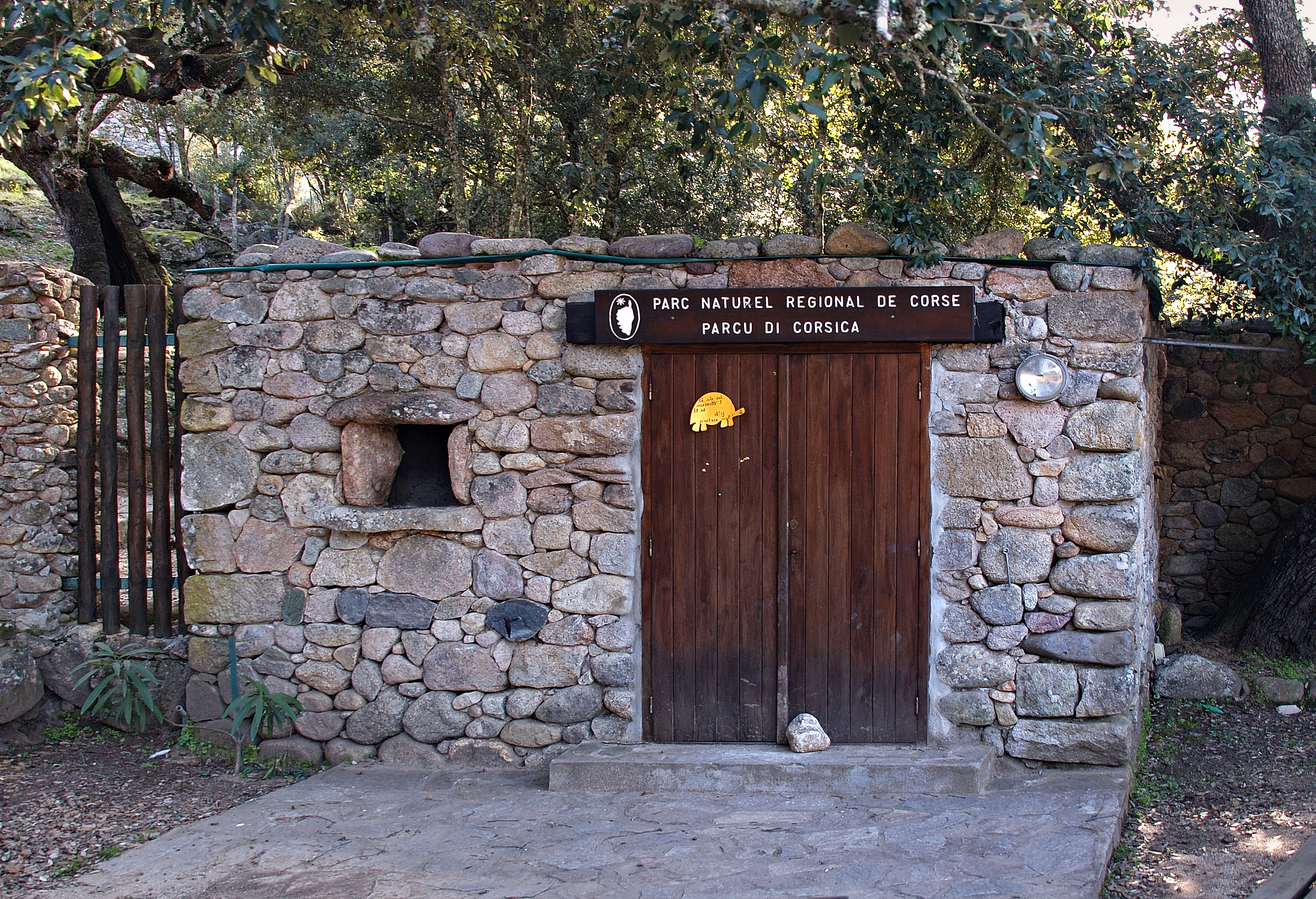
Bureau d'accueil du Village des tortues.

La tortue d'Hermann seule tortue terrestre de France, fait partie des animaux menacés de disparition. C'est à ce titre qu'elle est protégée.
L'espace du village est divisé en secteurs réservés aux tortues Hermann, aux autres tortues de Corse et aux tortues du monde. Un enclos de reproduction y est installé ainsi qu'une écloserie et une nurserie.
Autour du Village des tortues, le sentier de découverte de Tizzarella L'Homme et la Forêt d'une longueur de 1 650 m. La visite (en période estivale) démarre du bureau d'accueil, dure une heure et aborde sept thèmes : arbre mort arbre de vie - le ruisseau - l'arbre et le souffle poétique - l'enclos - le temps des bergers - mythes et légendes - le feu le vent la forêt.

### Tourbière de Moltifao

Cette tourbière atypique est située dans une plaine alluviale de 250 m d'altitude, à quelques dizaines de mètres de l'Asco, affluent du Golo. Agée d’environ 500 ans, entourée d'une aulnaie, elle s'étend sur 34 ha. Cette tourbière est devenue le site Ramsar n° 1 994, le 27 octobre 2011.
Alimentée par des résurgences de la nappe alluviale et par les précipitations, elle se présente sous la forme de buttes de sphaignes autour desquelles circule l’eau de surface. L’aulnaie présente par endroit un aspect atypique, croissant sur des touradons d’osmonde royale (fougère).

## Fêtes, Loisirs et Sports
- La Saint Césaire au hameau de Piazzetta se fête le 26 août avec une messe suivie d'une procession aux flambeaux dans le haut du village puis un repas de partage où tout le monde apporte quelque chose à manger ou à boire.
- La sainte patronne se fête le 8 septembre de chaque année. Pour le jour de la Nativité de la Sainte Vierge, une messe suivie d’une procession a lieu. La statue Vierge à l'Enfant en marbre est portée depuis l'église jusqu'à la place publique pour la granitula. La procession tournoie un long moment, entonnant des chants religieux comme dans beaucoup de villages corses.

## Culture, éducation
- Collège du canton
- Village des tortues géré par le P.N.R.C..

## Personnalités liées à la commune
- André Grisoni (1886-1975), homme politique, maire de Courbevoie de 1927 à 1944.
- Jacques Costa (né le 25/05/1949), maire de Moltifao depuis 2007, sous le coup de plusieurs mises en examen liées notamment à des détournements d'argent public, et président du parc naturel de Corse.
- Léon Charles Canniccioni (né en 1879), peintre ayant maintes fois représenté Moltifao et ses habitants.